# سينيفونداسيون
سينيفونداسيون (بالفرنسية: Cinéfondation) هي مؤسسة تحت رعاية مهرجان كان السينمائي، أنشئت لإلهام ودعم الجيل القادم من صناع الأفلام الدوليين.
أُسس عام 1998 على يد غيل جاكوب. ومنذ ذلك الحين، طوّرت برامج تكميلية لتحقيق هدفها. وهي اليوم مقسمة إلى ثلاثة أقسام: قسم الاختيار، وقسم الإقامة، وقسم الورشة.

## قسم الاختيار
تختار سينيفونداسيون سنويًا ما بين 15 و20 فيلمًا قصيرًا ومتوسط الطول، مقدمة من مدارس سينمائية من جميع أنحاء العالم. ويعد قسم سينيفونداسيون الاختيار (بالفرنسية: La Sélection) قسمًا موازيًا للتشكيلة الرسمية لمهرجان كان السينمائي.
في كل عام، يصل أكثر من ألف فيلم طلابي إلى سينيفونداسيون لعرضها على لجنة تحكيم الأفلام القصيرة. تُعرض هذه المجموعة المختارة في مهرجان كان السينمائي وتُقدم إلى لجنة تحكيم سينيفونداسيون والأفلام القصيرة، التي تُمنح جوائز لأفضل ثلاثة أفلام في حفل رسمي للمهرجان.

## قسم الإقامة
الإقامة (بالفرنسية: La Résidence) هو برنامج للمخرجين الدوليين الشباب الذين يعملون على فيلمهم الأول أو الثاني. في كل عام، يتم اختيار اثني عشر مشاركًا ودعوتهم للإقامة في باريس لمدة أربعة أشهر ونصف، حيث يشرعون في دورة مصممة لمساعدتهم في كتابة وإنتاج أفلامهم، بمساعدة ودعم من خبراء السينما.

## قسم الورشة
في عام 2005، طلب المهرجان من مؤسسة سينيفونداسيون تطوير برنامج الورشة (بالفرنسية: L'Atelier) بهدف ربط صانعي الأفلام الشباب بمحترفي الصناعة. يساعد البرنامج سنويًا حوالي عشرين صانع أفلام على الحصول على تمويل دولي، والالتقاء بالمنتجين والموزعين، والمشاركة في فعاليات المهرجان اليومية.